# Пер Ангер
Пер Юган Валентин Ангер (швед. Per Johan Valentin Anger; 7 грудня 1913, Гетеборг — 25 серпня 2002, Стокгольм, Швеція) — шведський дипломат, праведник світу.
Ангер був співробітником Рауля Валленберга у шведській дипломатичній місії у Будапешті під час Другої Світової війни. Працівники цієї місії разом із Валленбергом врятували тисячі угорських євреїв від нацистського геноциду, видавши їм шведські паспорти. Після війни Ангер доклав багато зусиль, намагаючись прояснити долю Валленберга, який зник безвісти.

## Біографія
Народився у Гетеборзі 7 грудня 1913 року у сім'ї інженера та вчительки, був старшим із трьох братів. Вивчав право у Стокгольмському, а потім в Упсальському університетах. Після закінчення навчання у листопаді 1939 року був призваний до армії.
Невдовзі після цього Міністерство закордонних справ запропонувало йому місце стажиста у шведській дипломатичній місії у Берліні, де він почав працювати у січні 1940 року. Ангер був співробітником торгового відділу, але після отримання інформації від місцевого підпілля про підготовку нападу нацистів на Норвегію та Данію він став брати участь у передачі розвідувальної інформації у Стокгольм.
У червні 1941 року Ангер повернувся до Стокгольма, де займався торговими відносинами між Швецією та Угорщиною. 26 листопада 1942 року він отримав призначення у Будапешт як другий секретар дипломатичної місії Швеції. Хоча Угорщина і була союзником нацистської Німеччини, в ній ще не відбувався геноцид євреїв. У Будапешті Ангер зустрічався з єврейськими біженцями з концтаборів, отриману від них інформацію він передавав у Стокгольм.
Після того, як 19 березня 1944 року Німеччина окупувала Угорщину, Ангер почав займатися допомогою угорським євреям, яких нацисти загнали у гетто та змусили носити жовту зірку на одязі. У нього народилася ідея видачі ним тимчасових шведських паспортів і спеціальних сертифікатів, щоб захистити євреїв від інтернування та депортації. Сімсот таких документів видали одразу. Хоча їхня законність була сумнівною, угорський уряд погодився визнати їх носіїв шведськими громадянами. Інші дипломатичні місії у Будапешті (представництво Ватикану й іспанське посольство), так само як і Ангер, стали видавати євреям фальшиві паспорти.
9 липня до Будапешта прибув Рауль Валленберг. Він підхопив цю ініціативу, запропонувавши видавати євреям новий документ — Schutzpasse (захисний сертифікат) — із кольоровим друком та підписом міністра закордонних справ Швеції. Ангер, Валленберг й інші дипломати працювали разом, часто буквально вириваючи людей із транспортів на депортацію. Після того, як Радянський Союз окупував Угорщину у січні 1945 року, Ангер і Валленберг були заарештовані. Ангер був випущений через три місяці, а Валленберг зник, ставши одним з найзнаменитіших зниклих безвісти у XX столітті.
Ангер повернувся до Швеції у 1945 році. Після війни він працював на різних дипломатичних посадах у Єгипті, Ефіопії, Франції, Австрії та США. Пізніше він став керівником програми міжнародної допомоги у Швеції, служив послом в Австралії, на Багамських островах і завершив дипломатичну кар'єру послом у Канаді.
Протягом усього свого повоєнного життя Ангер докладав зусиль, щоб дізнатися про долю Валленберга. Він навіть зустрічався особисто з президентом СРСР Михайлом Горбачовим у 1989 році. У грудні 2001 року російський уряд нарешті визнав, що Валленберг та його водій померли у радянському полоні у 1947 році, хоча точні обставини загибелі залишаються нез'ясованими.
У 1981 році Ангер опублікував мемуари під назвою «З Раулем Валленбергом у Будапешті: пам'ять воєнних років в Угорщині». Він помер у Стокгольмі 25 серпня 2002 року у віці 88 років після перенесеного інсульту. У нього залишилася дружина Елена та троє дітей.

## Нагороди
28 квітня 1981 року ізраїльський Інститут Катастрофи та героїзму Яд Вашем надав Перу Ангеру почесне звання праведник народів світу. У 1995 році він отримав орден Угорської Республіки «За заслуги», нагороду вручив президент Угорщини Арпад Генц.
У 1995 році Ангер отримав медаль Валленберга в Університеті Мічигану на знак визнання його виняткової мужності та гуманітарних заслуг. У 2000 році йому було присвоєно почесне ізраїльське громадянство. У 2001 році американський «Шведський історичний музей» нагородив його гуманітарною премією імені Рауля Валленберга.
У квітні 2002 року прем'єр-міністр Швеції Йоран Перссон нагородив Ангера золотою медаллю «Illis Quorum meruere labores» за заслуги під час і після війни.

## Премія імені Пера Ангера
Премія імені Пера Ангера започаткована урядом Швеції, щоб вшанувати його пам'ять. Вона присуджується за гуманітарну діяльність та ініціативи заради демократії. Премія присуджується окремим особам або групам, які відзначилися або в минулому, або в більш пізні часи. Розмір премії — 150 тисяч шведських крон (близько 17 тисяч євро).
Першим лауреатом премії став римський архієпископ Дженнаро Вероліно, який також у 1944 році у Будапешті брав участь у порятунку угорських євреїв. Лауреатами премії Ангера також були: білоруський правозахисник Олесь Біляцький, правозахисниця з Узбекистану Єлена Урлаєва, Арсен Сакалов з Інгушетії, Наргес Мохамаді з Ірану та Сапіят Магомедова з Дагестану, марокканський правозахисник Брахім Дахане, колумбійська правозахисна жіноча організація Organización Femenina Popular та інші.